# Јамантау
Планина Јамантау (башкирски: Ямантау, руски: гора Ямантау) део је уралског планинског венца и налази се у Башкортостану, Русија. Њено име значи Опака планина на башкирском језику (Яман тау). Висока је 1.640 метара и највиша је планина јужног Урала. Сједињене Америчке Државе ову планину, као и планину Косвински (600 km северно), сматрају за велики тајни нуклеарни објекат и / или бункер. Затворени војни град Межгорје (рус. Межгорье) налази се у непосредној близини. Још од 2003. године, Јамантау још увек није био у потпуности оперативан.

## Природне одлике
Планина захвата ширину од 3 km и дужину од 5 km. Главни врхови су Велики Јамантау (1.640 m) и Мали Јамантау (1.510 m). Просечна годишња количина падавина креће се од 700 до 1100 mm. Снежни покривач се креће од 80 до 100 cm и обично остаје између 180 и 205 дана. Просечна температура се креће од -14 °C у јануару до 9 °C у јулу.

## Контроверзе
Још од краја 90их година 20. века сателитски снимци САД-а су забележили обимне пројекте ископавања, у време владе Бориса Јељцина након пада Совјетског Савеза. Два гарнизона, Белоретск-15 и Белоретск-16, изграђена су изнад објекта, а можда и трећи, Алкино-2, и заједно чине затворени град Межгорје од 1995. године. Саопштено је да је сваки гарнизон изграђен за смештај 30.000 радника. На постављена питања САД о сврси објекта, руска влада је дала неколико различитих одговора у вези са планином Јамантау. Испрва је окарактерисана као рударско окно, затим као трезор за руско благо, складиште за одлагање хране, и бункер за државни врх у случају нуклеарног рата. Одговарајући на питања у вези са Јамантауом 1996. године, Министарство одбране Русије је изјавило: „Не постоји пракса у Министарству одбране Русије да информише инострана средства информисања по питању својих објеката, чему год они служили, а који се граде у интересу јачања безбедности Русије.“ Велике железничке линије служе овај објекат.
Планина Јамантау је у близини једне од последњих руских функционалних нуклеарних лабораторија, Чељабинск-70, поткрпљујући тиме гласине да већ поседује нуклеарно оружје. Руске новине су 1996. објавиле да је она део нуклеарне командне структуре „Мртве руке“.
Током 1997, одлука Конгреса САД, у вези са Законом о Ауторизацији Националне Одбране за 1998. годину, изјављује да је Руска Федерација одржавала „Политику обмане и порицања“ по питању планинског комплекса након што су амерички званичници приредили обилазак планинског комплекса Чејен руским дипломатама, чији налаз наводи „... не исматра се да је у складу са смањењем стратешких претњи, отвореношћу и сарадњом, који су основе стратешког партнерства након хладног рата између САД и Русије.“